# 앙헬 라피타
앙헬 이마놀 라피타 카스티요(스페인어: Ángel Imanol Lafita Castillo, 1984년 8월 7일, 아라곤주 사라고사 ~)는 스페인의 전 프로 축구 선수이다. 주로 측면 미드필더로 활약했던 라피타는 양쪽 다 맡을 수 있으며, 공격형 미드필더로 활약하기도 하였다.
그는 11년 동안 273번의 라 리가 경기에 출전해 36골을 넣었는데, 두 차례에 걸쳐 사라고사에서 활약하였고, 데포르티보와 헤타페에서도 활동하였다.

## 클럽 경력

### 사라고사와 데포르티보
라피타는 사라고사 출신으로, 고향 사라고사의 유소년부를 졸업하였고, 2004-05 시즌에 2군 소속으로 훌륭한 활약을 펼치고 1군으로 승격하여 2005년 8월 28일에 0-0으로 비긴 아틀레티코 마드리드와의 원정 경기에서 신고식을 치렀다. 그는 2006-07 시즌에 주축 선수로 도약하여 28경기 출전 1골을 기록했는데, 한 골은 2006년 12월 10일에 2-0으로 이긴 라싱 산탄데르와의 원정 경기에서 넣었고, 아라곤 연고 구단이 UEFA컵에 진출할 수 있도록 도왔다.
2007년 8월, 라피타는 데포르티보로 임대되었는데, 임대 계약서에는 시즌 끝에 완전 이적할 수 있다는 조항이 있었다. 갈리시아 연고 구단이 UEFA 인터토토컵 진출권을 확보할 수 있도록 돕고, 이어서 UEFA컵 본선행을 도왔으며, 2008년 2월부터 3월까지 3번 연속 득점을 올린 후, 데포르티보는 €2M에 라피타를 완전히 영입하였다.
2008-09 시즌 초에 신체적 문제로 어려움을 겪고, 라피타는 2008년 10월 말에 데포르 선수단에 복귀했다. 그는 복귀하고 나서 처음 7경기에서 4골을 넣었는데, 이 중 11월 2일에 벌어진 베티스와의 원정 경기에서는 2골을 넣어 3-0 승리를 견인했다.
2009년 7월, 사라고사는 라피타를 다시 영입하기 위해 이적료를 전부 지불했지만, 데포르티보가 처음에 응하지 않았고, €3.5M의 이적료를 추가로 지불하고서야 응했다. 라피타는 그 다음 시즌에 2-3으로 패한 레알 마드리드와의 원정 개막 경기에 출전했지만, 2009년에 스페인 프로축구연맹은 라피타를 사라고사 선수로 인정하였다.
라피타는 2010-11 시즌 대부분을 주전 선수로 활약했지만, 1달 동안 무릎 부상으로 빠지기도 하였다. 2011년 4월 30일, 그는 3-2로 이긴 레알 마드리드와의 원정 경기에서 2골을 넣었는데, 그가 넣지 않은 나머지 한 골도 히카르두 카르발류한테 걸려 넘어지고 페널티킥으로 골망을 갈랐고, 승점을 추가한 사라고사는 마침내 강등을 면했다.

### 헤타페
2012년 5월 29일, 계약 갱신을 위한 협상이 결렬되면서, 라피타는 헤타페와 4년 계약을 맺고 이적하였다. 그는 11월 18일에 2-1로 이긴 바야돌리드와의 안방 경기에서 헤타페 1호골을 넣었다.
라피타는 2013-14 시즌의 6호, 7호골을 2014년 5월 3일에 바르셀로나를 상대로 득점했는데, 2번째 골은 92분에 터졌고, 마드리드 위성 도시 연고 구단은 적지에서 2-2 무승부를 거두었다. 12월 21일, 1-1로 비긴 그라나다와의 원정 경기에서 후반전이 시작하고 얼마 되지 않아 그는 오른쪽 전방 십자 인대 부상을 당하여 시즌 남은 기간 동안 출전하지 못하게 되었다.

### 알 자지라
2016년 1월, 31세가 된 라피타는 처음으로 스페인 무대를 떠났는데, 아랍에미리트의 알 자지라와 2년 반 계약을 맺었다. 같은 달 8일, 그는 2-2로 비긴 알-와슬과의 경기에서 공식 첫 경기를 치렀다.
2018년 4월, 라피타는 은퇴를 선언하였다.

## 사생활
라피타 가문은 축구 가문이다: 그의 숙부 프란시스코 비야로야는 프로 선수로 레알 마드리드, 데포르티보, 그리고 사라고사에서 활약하였고, 스페인 국가대표팀에 차출되기도 하였다. 그의 부친 후안는 1970년대 말부터 1980년대 초까지 사라고사 1군 소속으로 19경기 출전했고, 카스테욘 선수로 활약했으며, 동생 이그나시오는 사라고사 B와 이웃 우에스카에서 출전했다.